# سيسلاغو
سيسلاغو؛ هي بلدية تقع في مقاطعة فاريزي في منطقة لومبارديا الإيطالية.
تقع على بعد حوالي 25 كيلومترا (16 ميل) شمال غرب ميلانو وحوالي 20 كيلومترا (12 ميل) جنوب شرق فاريزي. اعتبارا من 31 ديسمبر 2004، كان عدد سكانها من 9 118 ومساحتها 10,9 كيلومتر مربع (4,2 ميل مربع). تحتوي بلدية سيسلاغو على القرية (التقسيمات الفرعية، القرى والنجوع بشكل رئيسي) ماسينا وسانتا ماريا وكاسينا فيسكونتي.
تقع سيسلاغو على حدود بلديات: جيرينزانو وغورلا مينور وليميدو كوماسكو وموزات وريسالدينا وتوراتي.

## روابط خارجية
- www.comunedicislago.it نسخة محفوظة 23 يناير 2017 على موقع واي باك مشين.